# Omiodes simialis
Omiodes simialis là một loài bướm đêm trong họ Crambidae.